# Wolf Ragwitz
Wolf Ragwitz, zeitgenössisch auch Wolff Ragewitz u. ä., war ein leitender kursächsischer Beamter und Reichstagsabgeordneter. Er ist in den Jahren zwischen 1557 und 1573 als Amtsschösser des Amtes Grünhain mit Schlettau im Erzgebirge, davon einige Zeit auch in Zwickau, nachweisbar. 

## Leben und Wirken
Die Biografie von Wolf Ragwitz wurde noch nicht intensiver erforscht. 1560 war er zum Beispiel als Amtsschösser an der Schlichtung eines Streits zwischen den Bäckern in Zwönitz und dem dortigen Müller Michael Vogel beteiligt.
1567 nahm er am Reichstag in Regensburg teil.